# Laura Howard
| Laura Howard                              | Laura Howard                                                       |
| Kattints az alábbi külső linkek egyikére! | Kattints az alábbi külső linkek egyikére!                          |
| ----------------------------------------- | ------------------------------------------------------------------ |
| Nem található szabad kép.(?)              |                                                                    |
| külső link · jogvédett                    | Cully Barnaby szerepében a „Kisvárosi gyilkosságok” tévésorozatban |

Laura Howard (Chiswick, London, 1977) angol színésznő. Legismertebb alakítása Cully Barnaby szerepe volt a Kisvárosi gyilkosságok című sorozatban.
A londoni Chiswick-ben született 1977-ben Laura Simmons néven. Első szerepét 1992-ben játszotta, a BBC egyik vígjátékban, a So Haunt Me-ben alakította Tammy Rokeby szerepét, majd a Eskimo Day-ben szerepelt. A Kisvárosi gyilkosságok mellett olyan angol sorozatokban szerepelt még, mint a Dokik, a The Bill, a Soldier Soldier és a Baleseti sebészet (Casuality).

## További információ
- Laura Howard a PORT.hu-n (magyarul)
- Laura Howard az Internetes Szinkronadatbázisban (magyarul)
- Laura Howard az Internet Movie Database-ben (angolul)
- Laura Howard a Rotten Tomatoeson (angolul)
- Laura Howard az AlloCiné weboldalán (franciául)
- Laura Howard Profile. famousfix.com. (Hozzáférés: 2023. január 23.)